# Cartaxo (freguesia)
A Freguesia de Cartaxo foi uma freguesia portuguesa do Município do Cartaxo que tinha 19,06 km² de área e 11 370 habitantes (2011), e, por isso, uma densidade populacional de 596,5 hab/km².
Foi extinta em 2013, no âmbito de uma reforma administrativa nacional, tendo sido agregada à Freguesia de Vale da Pinta, para formar uma nova freguesia denominada União das Freguesias do Cartaxo e Vale da Pinta com a sede em Vale da Pinta.

## População
| População da freguesia de Cartaxo | População da freguesia de Cartaxo | População da freguesia de Cartaxo | População da freguesia de Cartaxo | População da freguesia de Cartaxo | População da freguesia de Cartaxo | População da freguesia de Cartaxo | População da freguesia de Cartaxo | População da freguesia de Cartaxo | População da freguesia de Cartaxo | População da freguesia de Cartaxo | População da freguesia de Cartaxo | População da freguesia de Cartaxo | População da freguesia de Cartaxo | População da freguesia de Cartaxo |
| --------------------------------- | --------------------------------- | --------------------------------- | --------------------------------- | --------------------------------- | --------------------------------- | --------------------------------- | --------------------------------- | --------------------------------- | --------------------------------- | --------------------------------- | --------------------------------- | --------------------------------- | --------------------------------- | --------------------------------- |
| 1864                              | 1878                              | 1890                              | 1900                              | 1911                              | 1920                              | 1930                              | 1940                              | 1950                              | 1960                              | 1970                              | 1981                              | 1991                              | 2001                              | 2011                              |
| 5 177                             | 5 674                             | 6 629                             | 7 171                             | 5 397                             | 5 491                             | 5 856                             | 5 947                             | 6 280                             | 6 665                             | 6 783                             | 8 526                             | 9 014                             | 10 115                            | 11 370                            |

Por decreto de 06/07/1907 foram desanexados lugares desta freguesia para constituir a de Vila Chã de Ourique.
| Distribuição da População por Grupos Etários | Distribuição da População por Grupos Etários | Distribuição da População por Grupos Etários | Distribuição da População por Grupos Etários | Distribuição da População por Grupos Etários | Distribuição da População por Grupos Etários | Distribuição da População por Grupos Etários | Distribuição da População por Grupos Etários | Distribuição da População por Grupos Etários | Distribuição da População por Grupos Etários |
| -------------------------------------------- | -------------------------------------------- | -------------------------------------------- | -------------------------------------------- | -------------------------------------------- | -------------------------------------------- | -------------------------------------------- | -------------------------------------------- | -------------------------------------------- | -------------------------------------------- |
| Ano                                          | 0-14 Anos                                    | 15-24 Anos                                   | 25-64 Anos                                   | > 65 Anos                                    |                                              | 0-14 Anos                                    | 15-24 Anos                                   | 25-64 Anos                                   | > 65 Anos                                    |
| 2001                                         | 1 524                                        | 1 355                                        | 5 601                                        | 1 635                                        |                                              | 15,1%                                        | 13,4%                                        | 55,4%                                        | 16,2%                                        |
| 2011                                         | 1 809                                        | 1 170                                        | 6 348                                        | 2 043                                        |                                              | 15,9%                                        | 10,3%                                        | 55,8%                                        | 18,0%                                        |

Média do País no censo de 2001:  0/14 Anos-16,0%; 15/24 Anos-14,3%; 25/64 Anos-53,4%; 65 e mais Anos-16,4%
Média do País no censo de 2011:   0/14 Anos-14,9%; 15/24 Anos-10,9%; 25/64 Anos-55,2%; 65 e mais Anos-19,0%

## Património
- Cruzeiro do Cartaxo
- Pelourinho do Cartaxo
- Igreja de São João Baptista ou Igreja Matriz do Cartaxo, (maneirista e barroco joanino)
- Capela do Senhor dos Passos, (manuelina)
- Capela do Santo Cristo, (século XVII, privada)
- Capela do Cemitério, (oitocentista, neogótico)
- Praça de Touros (1874)
- Fontanário de Santa Cruz, (1888, revivalista, neogótico)
- Fontanário da Ribeira, (eclético)
- Fontanário do Pingo-Pingo (arquitectura rural, semi-destruído e alienado pela câmara junto da rotunda de Lisboa)
- Monumento aos Mortos da Primeira Guerra Mundial
- Estátua a Marcelino Mesquita, (Leopoldo de Almeida, 1954)
- Alto relevo em bronze da fachada do tribunal, (Leopoldo de Almeida, 1970)
- Antiga Rua Direita, actual rua Mouzinho de Albuquerque
- Antigo edifício da Câmara Municipal e torre adjacente
- Grande painel azulejar da fachada da Câmara Municipal, Querubim Lapa, 1980, neo-realista, 2184 azulejos (12,5mx3,15 m)
- Mercado, (Arquitº João Simões, 1948, Português Suave)
- Central eléctrica, actual posto de turismo, (1928, arquitectura industrial em tijolo e vidro)
- Centro Cultural do Cartaxo, do Arquitº. Diogo Burnay, 2001-2005.
- Museu Rural e do Vinho do Cartaxo

## Personalidades ilustres
- Conde do Cartaxo
- Visconde do Cartaxo
- Francisco Valada